# FG症候群
FG症候群（えふじーしょうこうぐん、FG syndrome、FGS）またはOpitz-Kaveggia症候群とは、身体異常と発達遅滞を生じる、稀なX連鎖性の遺伝性疾患である。OpitzとKaveggiaが1974年に初めて報告した。琉球大学遺伝性疾患データベースによると、映画『レインマン』でダスティン・ホフマンが演じた主人公のモデルとなったキム・ピークはFG症候群を持ってるだろうという。

## 症状
重度精神遅滞、多動、外向的性格、重度便秘、大頭、重度筋緊張低下、筋緊張低下による特異顔貌（垂れ下がった開口、薄い上口唇、分厚い下口唇）、部分または完全脳梁欠損が特徴である。症例の1/3が乳児期に呼吸器感染によって死亡するが、乳児期以後の早期死亡は稀である。

## 分類
関連するX染色体上の遺伝子座によって5つに分類される。
- FGS 1: Xq13上にあるMED12遺伝子
- FGS 2: Xq28上にあるFLNA遺伝子
- FGS 3: Xp22.3上にある遺伝子
- FGS 4: Xp11.4-p11.3上にあるCASK遺伝子
- FGS 5: Xq22.3上にある遺伝子